# Abgal

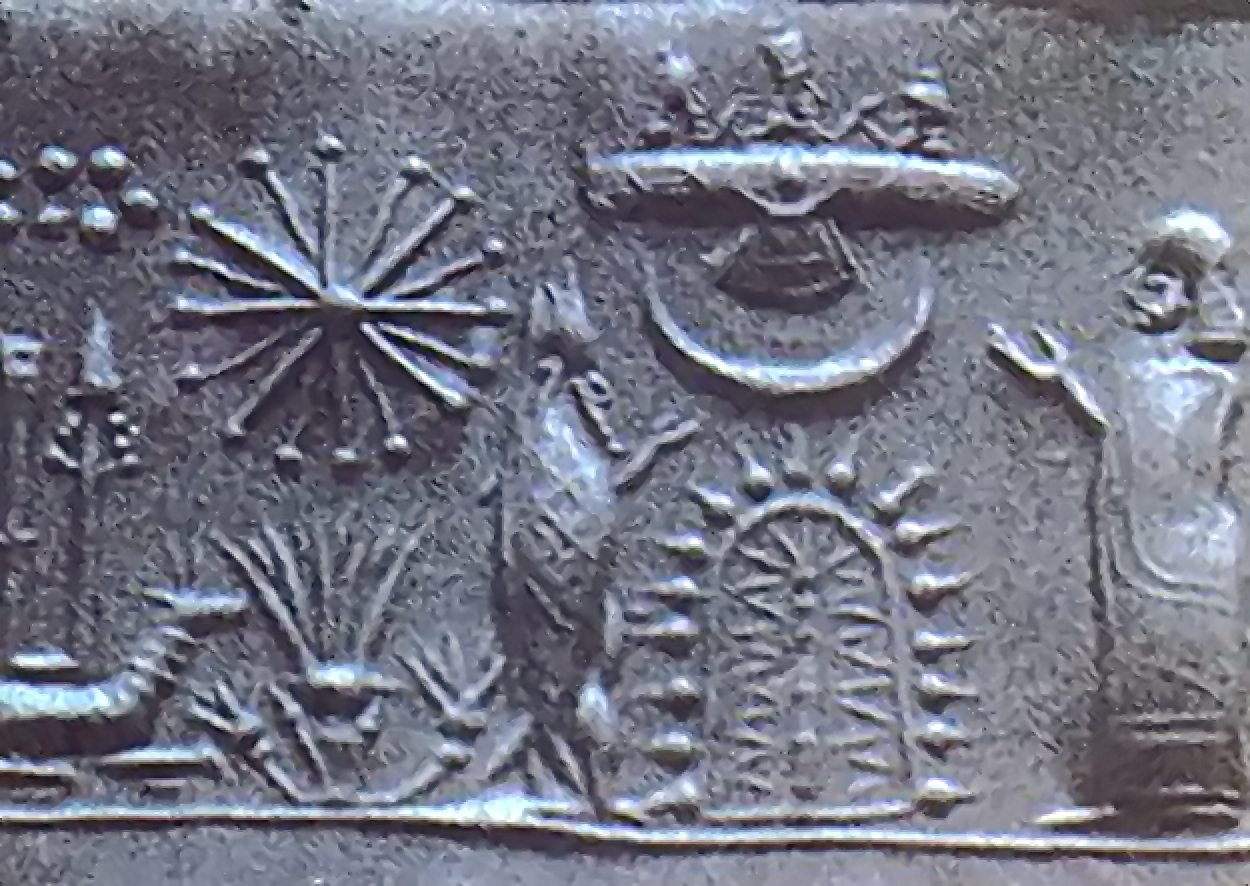
Apkallu auf der Abrollung eines Neuassyrischen Rollsiegels

Die Abgal (sumerisch für „weiser Herr“), akkadisch Apkallu, NUN.ME, sind in der sumerischen Religion sieben Schutz- und Weisheitswesen, die besonders in der Heilmagie angerufen wurden.
Das Assyrian Dictionary of the Oriental Institute of the University of Chicago (CAD) bietet für den Begriff apkallu unterschiedliche Verwendungskontexte an. Der Begriff tauche als Titel verschiedener männlicher Gottheiten auf, darunter insbesondere Marduk und Ea (sumerisch Enki), und beschreibe diese als „weiser Mann“ bzw. „Experte“, häufig mit dem Zusatz „… unter den Göttern“. Des Weiteren werde mit dem Begriff eine Gruppe von sieben mythischen Weisen bezeichnet, z. B. im Text Erra und Išum Drittens taucht der Begriff auch als Bezeichnung für bestimmte Orakelpriester auf. Die weibliche Form apkallatu scheint der Anzahl an Verweisen im CAD zufolge deutlich seltener belegt zu sein, wird jedoch äquivalent zur männlichen Form als Titel von weiblichen Gottheiten, bspw. Damkina (sumerisch Ninḫursanga) oder Gula genutzt und ist zudem mindestens einmal als Personenname für eine Königin belegt.

## Geschichte
Die Abgal waren die „sieben Weisen vor der Flut“, die von Enki (akkadisch: Ea) erschaffen worden waren, um die Zivilisation zu den Menschen zu bringen. Ein Text aus Uruk führt die vorsintflutlichen Könige und die sieben vorsintflutlichen Weisen auf: U-An, U-An-dugga, Enmedugga, Enmegalamma, Enmebulugga, An-Enlilda und Utuabzu.
Jeder dieser Abgal hatte eine eigene Rolle. Sie standen für Feuer, Medizin, Gesetze, Handwerk und Kunst. Diese Abgal verschmolzen mit den akkadischen Apkallu zu babylonischen Schutzdämonen.
Ein Hinweis auf diese sieben Weisen findet sich auch im Erra-Epos, Tafel I 162, wo sie puddu-Fische genannt werden.
In einer mythologischen Überlieferung dienen die „Sieben Apkallu von Eridu“, die auch als „Sieben Apkallu von Apsu“ bezeichnet werden, Ea (Enki), dem „Weisen unter den Göttern“. Dieser Titel übertrug sich auf Marduk, seinen Sohn, den Stadtgott von Babylon und späteren
Hauptgott des babylonischen Pantheons. Ein Satz traditioneller Weisheiten wurde dabei von den Apkallu durch die Flut gerettet, die nach einem anderen Mythos von menschlicher Abstammung waren und von Ea mit Weisheit ausgestattet wurden. Seinem Beispiel folgend brachten die Apkallu den Menschen Weisheit, soziales Verhalten und Handwerkskunst bei. Die sieben Apkallu wurden mit der Gründung der sieben antiken Städte Eridu, Ur, Nippur, Kullab, Kesh, Lagasch und Šuruppak in Verbindung gebracht. Im Epos von Gilgamesch, der auf einem Siegel als „Meister der Apkallu“ bezeichnet wird, werden die Apkallu als Berater bezeichnet und gründeten die Stadt Uruk gemeinsam.
Könige rühmten sich, von der Weisheit der Apkallu berührt worden zu sein. Sîn-aḫḫe-eriba, der das neuassyrische Reich von der 705 bis 680 BC regierte, gab damit an, ein Wissen gleich der Apkallu erworben zu haben, Aššurbanipal (669–631/627 BC), prahlte damit, die Handwerkskunst des Apkallu Adapa und das geheime Wissen der gesamten Schrifttradition zu beherrschen. Von einem seiner Haruspices, den antiken Wahrsagern, wird er als Abkömmling sowohl von Adapa als auch von einem weiteren Apkallu bezeichnet.
Während der Titel Apkallu sich in neuassyrischer Zeit zu den Arabern und Aramäern verbreitete und eine Menge Schriften sich mit ihnen beschäftigten, wurden apotropäische, aus Lehm und organischem Material gefertigte Figuren von ihnen zugleich für viele assyrische
Rituale zum zentralen Bestandteil
Magische Figuren tauchen in verschiedenen Zusammenhängen und aus verschiedensten Materialien gefertigt auf. Die Archäologie hat sich wenig mit Zusammenhängen zwischen Schriftquellen, Ikonografie, Material und Niederlegung oder Anbringung apotropäischer Statuen bzw. Plastiken beschäftigt. Diese Arbeit wurde zumeist aus Kunstgeschichte und Assyriologie heraus erbracht. Die Funktion dieser Hinterlassenschaften ist nicht klar. Ein Grund dafür entfaltet sich vor dem Hintergrund der rational nur schwer greifbaren spirituellen Welt der assyrischen Kultur und kann auch in der unscharfen Erklärung eines „kultischen“ Hintergrunds zu suchen sein.

## Ikonographie

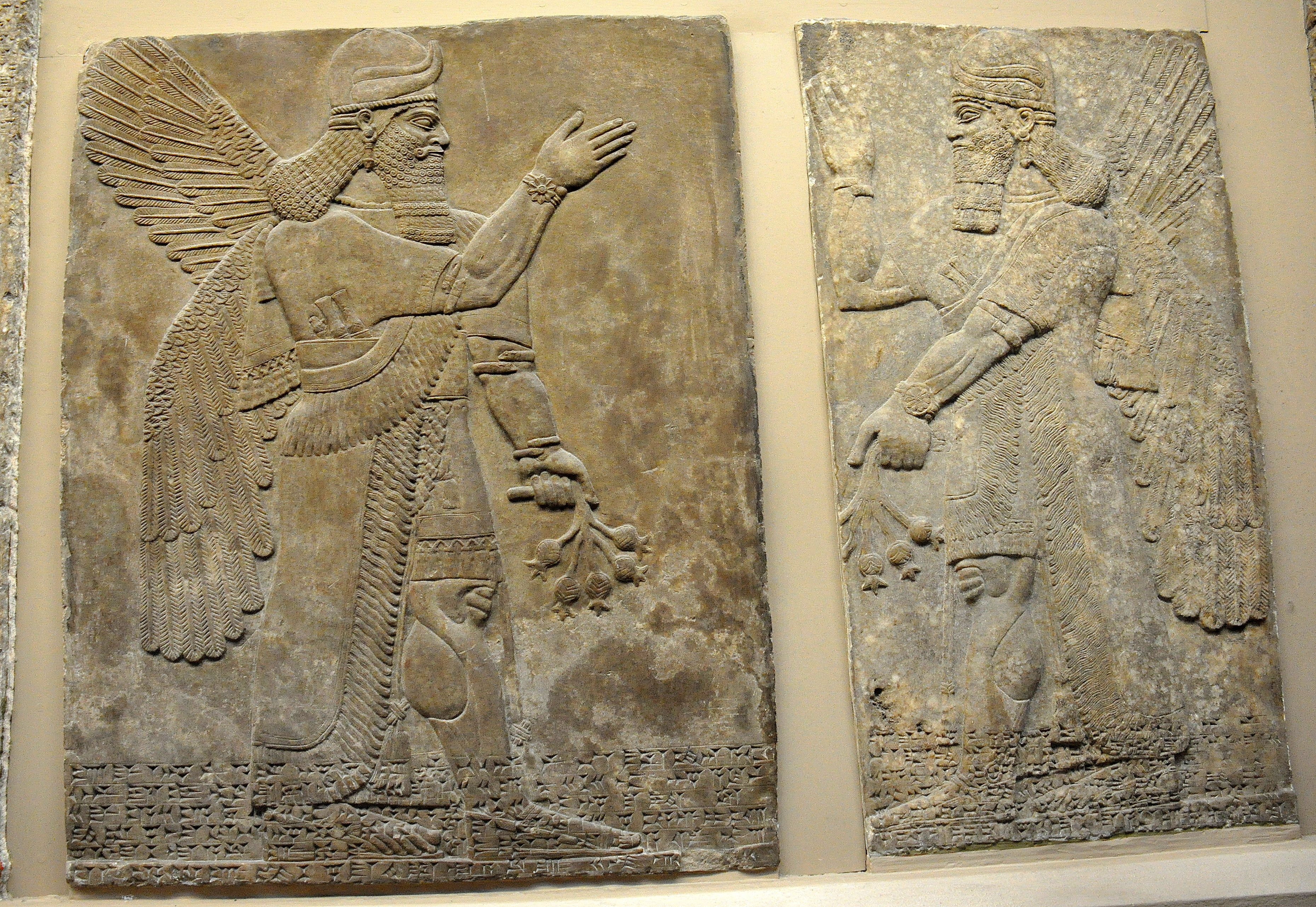
Mensch-Apkallus aus dem Nordwest-Palast von Aššur-nâṣir-apli II.

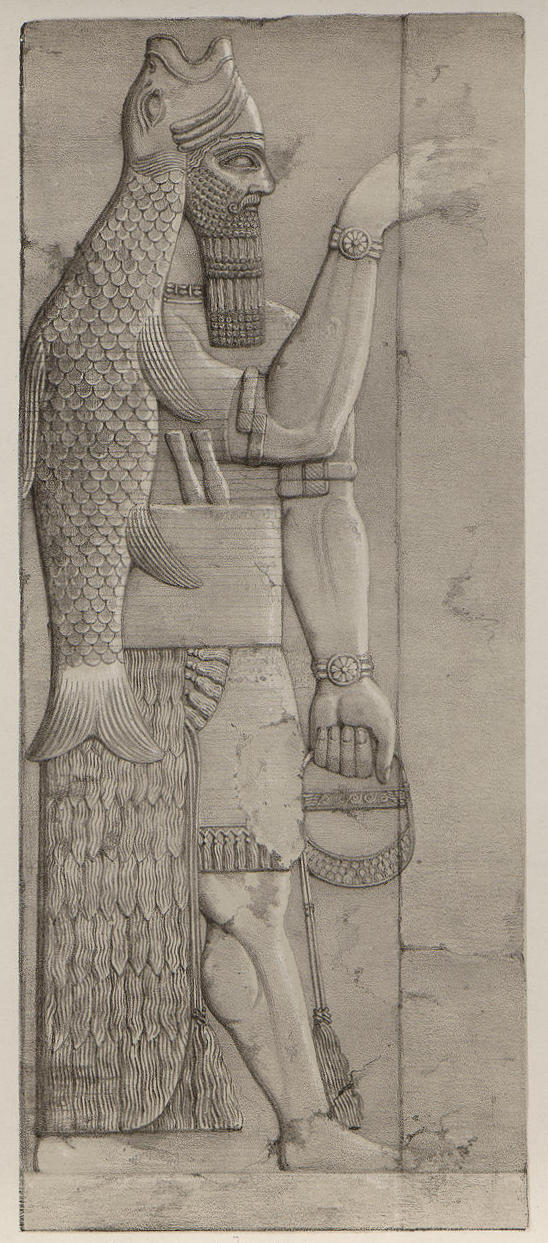
Ein von Austen Henry Layard
nach einem Steinrelief gezeichneter Fisch-Apkallu, der zu einem Paar gehört, das eine Türöffnung im Ninurta-Tempel in Kalḫu flankierte.

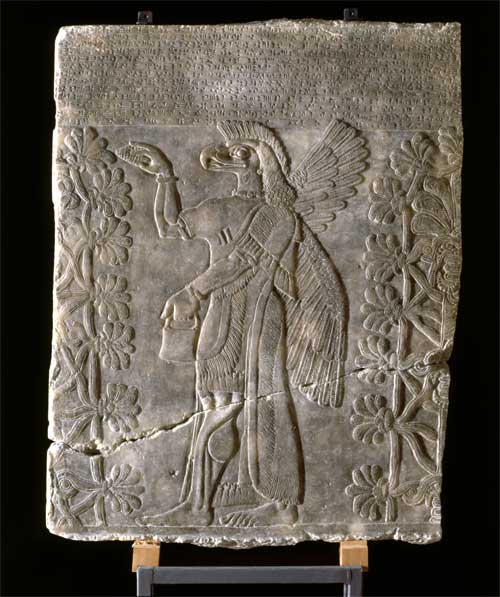
Vogelapkallu mit Mullilu und Banduddū auf einem neuassyrischen Relief

Traditionell werden die Abgal halb als Fisch, halb als Mensch dargestellt oder als Menschen im Fischkostüm. Sie standen wahrscheinlich für andere mythologische Figuren wie Dagān oder Triton Pate. Es gibt aber babylonische Beschwörungstexte, die andere Formen der Apkallu beschreiben. In einer Beschwörung gegen Krankheiten heißt es z. B.:
„Stelle sieben Menschenapkallu aus Holz an das Kopfende des Kranken.

Vergrabe sieben Vogelapkallu aus Ton an einer Wand, die an ein anderes Zimmer grenzt.

Die sieben Fischapkallu aus Ton vergrabe vor und hinter dem Stuhl.“
Dementsprechend gab es besonders in der spätbabylonischen, aber vor allem der assyrischen Zeit vermehrt verschiedengestaltige Apkallu, Mensch, Fisch, Vogel und Stier.
Berühmt sind die Vogelapkallu aus dem Palast in Nimrud. Es ist jedoch teilweise umstritten, ob die Darstellungen Apkallu zeigen oder andere Greifdämonen.
Bildlich können drei Arten von Apkallu unterschieden werden, deren Bezeichnung in der Literatur nicht immer gleich ist: so kann der „Mensch–Apkallu“ auch „ūmu–Apkallu / ummânū“ und „geflügelter Genius“, der „Fisch–Apkallu“ auch „Mensch im Fischkostüm / in Fischhaut“ und der „Vogel–Apkallu“ unter anderem „Nisroch“, „Greifen–Dämon“ und einfach „Genius“ genannt werden.
Es gibt kein einzelnen Bild, das die Weisen definitiv repräsentiert. Die Apkallu sind auf Grund ihrer Ikonographie und der Textevidenzen in drei Kategorien einteilbar, den (geflügelten) Mensch– (Typ 1), den Fisch– (Typ 2) und den Vogel–Apkallu (Typ 3). Dazu kommen
problematische Identifikationen. Eine der wichtigsten noch offenen Fragen ist die, ob zeitgenössische Epochen (vorsintflutlich, während der Flut oder nachsintflutlich), verschiedene Funktionen – etwa Verfasser medizinischer Texte oder Weiser zu Hofe – oder chronologische und/oder regionale Traditionen bei den verschiedenen Typen und Verbindungen zu berücksichtigen sind.
Die häufigste Pose ist stehend mit der linken Hand vorwärts oder abwärts gerichtet, während die rechte Hand erhoben ist. Bei espiegelten paarweisen Darstellungen sind links und rechts vertauscht. Alle drei Typen halten oftmals einen Eimer (banduddū) in der abwärts gerichteten Hand. Zumeist halten sie dann in der rechten Hand einen Zapfen, dessen genaue Funktion unklar ist – möglicherweise handelt es sich um das reinigende Gerät mullilu – oder die Hand ist leer.

## Siegel
Neben Tonfiguren, Amuletten und Reliefs, die sicher eine apotropäische Wirkung hatten, sind Apkallu auch auf Siegeln zu finden. Dekorative Siegel waren vom 5. bis Ende des 1. Jt. B.C. in erster Linie dazu gedacht, Besitzer von Dokumenten und Waren zu identifizieren, aber sicherlich auch wertvolle Erbstücke. Einige Familien besaßen Siegel über mehrere Generationen und entschieden sich manchmal dazu, ererbte Stücke neu zu benutzen. Siegel wurden parallel zu Tontafeln entwickelt und meist in den noch weichen Ton gedrückt bzw. über die Oberfläche gerollt. Die Rollsiegel aus der assyrischen Zeit wurden aus einer Vielzahl von Materialien wie etwa Achat, Bergkristall, Karneol, Jaspis, Chalcedon oder Hämatit geschnitten, und können sicherlich als Höhepunkt der Siegelschnittkunst bezeichnet werden
Die assyrischen Siegel wiesen eine beachtliche Bandbreite mythologischer Wesen wie Götter und Helden auf, auch Apkallu waren auf den Siegeln neben vielen anderen fantastischen Wesen dargestellt, besonders der Fisch– und der Vogel–Apkallu. Der Vogel–Apkallu ist unter anderem im Kampf mit Greifen und beim Pflücken eines Zapfens vom Palmettbaum (auch assyrischer heiliger Baum, in älterer Literatur stilisierte Dattelpalme) überliefert. Dieser Baum ist in vielen Abbildungen, auch gemeinsam mit den Apkallu dargestellt und
dürfte bei rituellen Handlungen eine ebenso große Rolle wie in der Mythologie gespielt haben.

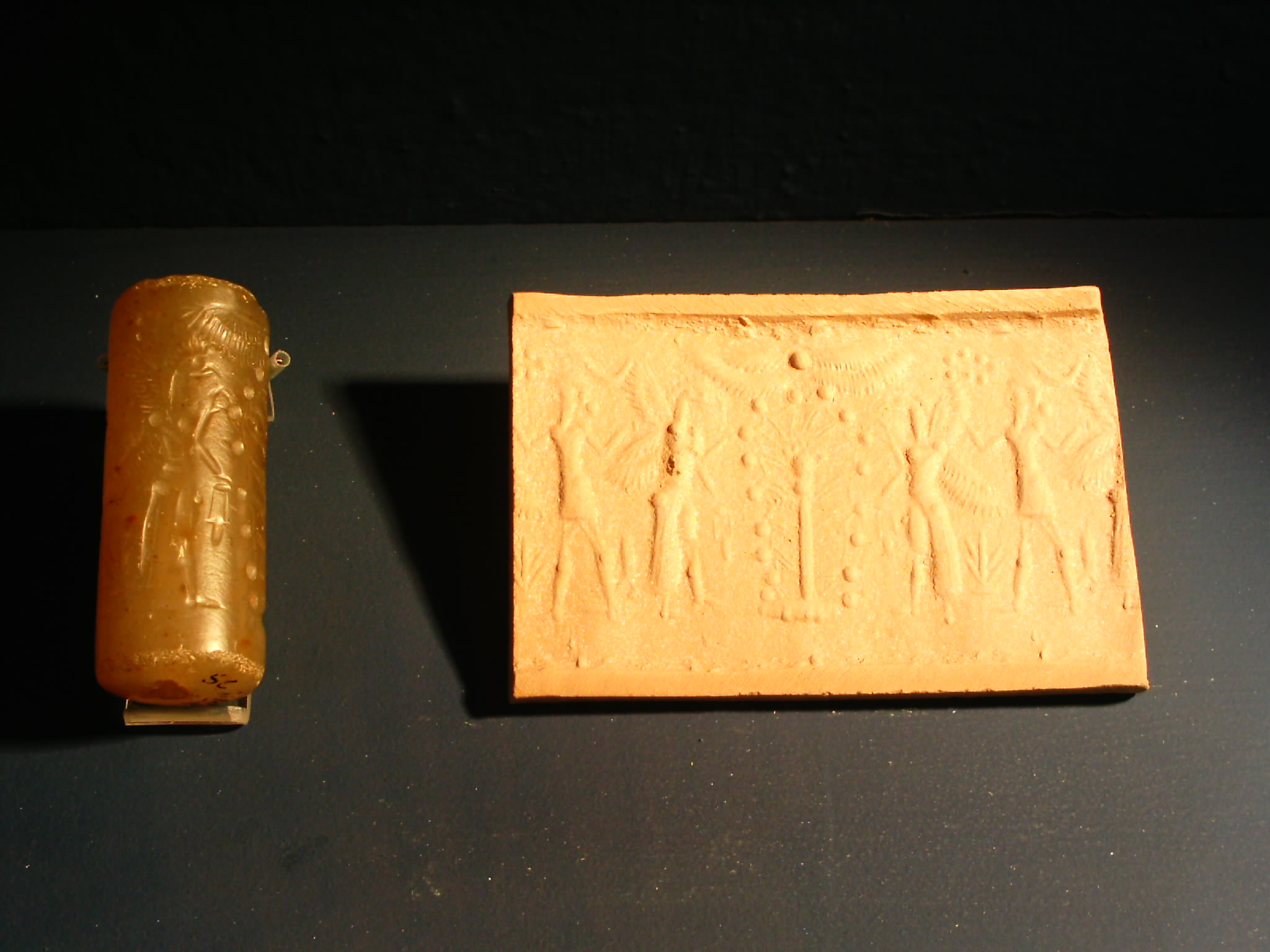
Rollsiegel aus Chalcedon und Abrollung mit Lebensbaum. Assur, 8. Jh. B.C.

Kurz gefasst sind die Apkallu auch auf den Siegeln entweder als Verteidigungsmacht oder in rituellen Handlungen wie Opferungen begriffen
dargestellt, entweder allein oder als Begleiter hochgestellter Persönlichkeiten wie des Königs.
Die Apkallu überdauerten den Zusammenbruch des assyrischen Reichs als bildliche Elemente, aus dem hellenistischen Uruk sind eine Reihe
Stempelsiegel mit Apkallu–Abbildungen überliefert. Ein Stempelsiegel mit einem bärtigen Fisch–Apkallu etwa wurde 245–244 BC genutzt.
Siegel mit – allerdings bartlosen – Mensch–Apkallu sind beispielsweise aus 234 und 204 BC gefunden worden.

## Nachleben
Ein antikes Fragment zu den Apkallu stammt von Berossos und ist auf verschiedenen Tontafeln in griechischer und babylonischer Sprache erhalten, die teilweise Schülerübungen waren und unterschiedlich datiert werden. Berossos selbst war ein im späten 4. / frühen 3. Jahrhundert v. Chr. lebender hellenistischer babylonischer Priester des Gottes Bēl–Marduk und einer der bedeutendsten Priesterastronomen der Antike. Er war Zeitgenosse und möglicherweise Sohn Alexanders des Großen. Er hat die Namen der vorsintflutlichen Herrscher (10 an der Zahl) und Weisen (7 an der Zahl) aufgezeichnet und überliefert. Die sieben vorsintflutlichen Weisen waren die Abgal (= Apkallu) und lebten unter den Königen. Die Namen der Weisen lauten: Adapa (der erste Mensch), Uan–dugga, En–me–duga, En–me–galanna, En–me–buluga, An–enlilda und Utu–abzu
Berossos' Werk Babyloniaca ist ein historisches Werk in griechischer Sprache in 3 Bänden. Es verbindet mesopotamische und griechische Tradition, wahrscheinlich diente es zur Legitimation der Seleukidenherrschaft, gilt aber dennoch als recht zuverlässig, da Berossos sich auf Originalurkunden und einheimische Traditionen gestützt zu haben scheint.
Buch 1 widmet sich der Geographie und Kosmogonie Babyloniens und enthält die Hinweise auf die Weisen bzw. Fischmenschen Oannes (Uan) als Kulturbringer. Sie erschienen 432.000 Jahre vor der Flut.
Buch 2 beschäftigt sich mit 10 vorsintflutlichen Königen, schildert Flutberichte (nach der aus Uruk übernommenen babylonischen Tradition), sowie die nachsintflutlichen Dynastien und die Weisen bis zu Nabu–nasir im 8. Jh. v. Chr.
Buch 3 setzt die Geschichtsschreibung bis zum Tod Alexanders den Großen fort.
Eine Adaption der Legende findet sich nach Werhahn-Strauch in den sieben Saptarishis aus der Atharvaveda, die zusammen mit Manu in einem Boot, welches von Vishnu in seiner Inkarnation als Rohitafisch gezogen wurde, die Sintflut überstanden. Dies geht auf Spekulationen von Friedrich Creuzer zurück.
In rezenten Werken der Kunst- und Populärkultur sind Apkallu, wie viele andere Wesen der mesopotamischen Mythologie, als Thema präsent, meistens jedoch nur vage an antike Abbildungen und Überlieferungen angelehnt. Bei den Apkallu wird Wasser als zentrales Attribut zumeist hervorgehoben. Im Superhelden–MMORPG „City of Titans“ heißt es etwa über die dortigen Apkallu-Charaktere, sie seien eine „race of superhuman fishman“: „The Apkallu wish to claim their rightful place as rulers of humanity, though quite a few Apkallu are content with flooding the city and wiping out human civilization“ (deutsch etwa: „Die Apkallu wollen ihren rechtmäßigen Platz als Herrscher der Menschheit einnehmen, obwohl sich einige Apkallu damit begnügen, die Stadt zu überfluten und die menschliche Zivilisation auszulöschen“). In einem anderen MMORPG – Final Fantasy XI und XIV – ist der Apkallu ein Pinguin–ähnlicher, watschelnder Seevogel, dessen Brustfedern und Eier die Spielenden für bestimmte Aufgaben verwenden können.
Im traditionellen Pen–and–Paper–Rollenspiel Pathfinder ist der Apkallu in Utopia, einer rechtschaffenen Stadt beheimatet, die gegen Chaos und Verderben kämpft. Der Apkallu ist hier ein muskulöser Humanoide mit einem Falkenkopf und großen, vogelähnlichen Flügeln. Er ist in Gewänder aus opalisierenden Schuppen gekleidet. Wie alle Kreaturen in Rollenspielen besitzt er Kampffertigkeiten, sein Hintergrund ist aber bemerkenswert an den assyrischen Apkallu mit ihrer Weitergabe von Wissen und Techniken an die Menschen angelehnt.
In der zeitgenössischen Musik und Kunst werden Apkallu ebenfalls rezipiert. Ein Dubstep/Trance–Musiker aus Lyon, Frankreich, und eine Avantgarde–Jazz Band aus Barcelona haben Apkallu als Pseudonym bzw. Band- und Plattennamen gewählt. Beim Street–Art–Festival Mister Freeze in Toulouse 2017 entstand ein großformatiges Murial der Graffito–Künstler JoBer & Poes namens „Ishtar et Enki, le vol des Apkallus“.